# Rádio Studio 54 Network
Rádio Studio 54 Network (em Italiano: Studio 54 Network) é uma emissora de rádio da Itália, da Região Calábria. As transmissões de Studio 54 Network chegam a modulação de frequência em dez províncias em cinco regiões do Sul da Itália (Messina, Reggio Calabria, Vibo Valentia, Catanzaro, Crotone, Lecce, Catania, Potenza, Salerno).
A programação caracteriza-se pela transmissão sómente realizações musicais e informações em tempo real, com 28 atualizações diárias.

## História
Studio54network nasceu em 6 de junho de 1985, de uma ideia de Pietro Parretta e Francesco Massara, com Enzo Gatto, Memmo Minniti, Pietro Musmeci, com o nome histórico da Radio DJ Club Studio 54.
Como quase todos os italiano rádio livre nasceu para jogar, em seguida, vire no início dos anos 90 em objetivos conscientes não para ser adiadas, profissionalismo. Lei Mammi para a radiodifusão italiano em 1990 para substituir a empresa.
Em 1991 é o primeira rádio calabrese (e uma das primeras na Itália), usando o sistema de dados de rádio.
Em 1994 a transmissão é informatizada, alcançando mais pontualidade e qualidade, incapaz de corresponder com equipamento analógico; primeiro em Calabria na consecução deste objectivo e pela primeira vez na Itália, em total utilização desta tecnologia para a questão.
Desde 1995, graças à adquisição das filiais da empresa de outras emissoras calabresi, sai dos limites do reggino a costa jônica, ampliando sua área de influência na Calábria e, mais tarde, às regiões adjacentes.
Em 1997 é um dos primeiros rádio italianos que adquire as primeiras experiências de streaming, para transmissão na Web, em tecnologia de áudio Real.
Em 1998 rtroca de nome para Studio54Network.
Em 2000, o primeiro estúdio móvel Stargate marca o início de uma nova política editorial: o rádio que transmite a partir da Praça da cidade, entre as pessoas.

## Programação
- 54 News, as informações em tempo real, das 7 às 21:00h, todos os pontos cada hora.
- Soundtracks - il cinema alla radio,às 08:40, 15.10, 23.
- Promodisco, às 12.40, às 17.40 e às 19.40.
- History Time com Luciano Procopio, às 13.30, 23.30 e às 5.10
- Area 54 - All days, às 14,30 e às  21.30.
- Pezzi da 90,  às 22.
- Rock Italia, às 8.40, 9.45, 21.20, 23.45.
- Italia in Prima Pagina, informações e conhecimentos, das 6 às 10.00.
- Rock Collection, às 14 e às 21.
- 54 Disco Hit, às 7.30, 13, 18 e às 22.
- Rock a Mezzanotte, depois da meia-noite.
- Action Parade, às 9.45 e às 22.20.
- The Ultimate iPod Collection, às 10.20 e às 2.20.
- Edizione Limitata, às e 20.40 e às 3.40.
- Concerto Impossibile, às 3.20 e às 20.40.
- Emozioni, das 23.30.
- Dejà vu, às 12.30.
- Celebrity, às 10.10 e às 21.30.
- Storie, às 14.00 e às 18.40.

## Equipe atual
| - Dono: Francesco Massara. - Técnicos de som: Giuseppe Romeo, Mimmo De Marco, Piero Fiumanò, Vincenzo Macrì - Comunicadores: Rossella Laface, Alex Albano, Enzo DiChiera, Marika Torcivia, Demetrio Malgeri, Franco Siciliano, Paolo Sia, Mara Rechichi, Luigi Di Dieco, Evelyn Candido - Responsável por a Casas Discográficas: Daniela Panetta - Programação musical: Francesco D'Augello, Daniela Panetta |

## O Equipe do passado
| Memmo Minniti, Tommaso Massara, Clementina Parretta, Enzo Gatto, Francesca Ritorto, Pino Martelli, Espedita Rechichi, Sergio Minniti, Gianluca Laganà, Rossana Pedullà, Ugo La Macchia, Paolo Guerrieri, Antonio Lombardo, Rosy Carelli, Giuseppe Galluzzo, Luciano Procopio, Peppe Lentini, Paolo Guerrieri, Chiara Mearelli, Luca Filippone, Enrico Ventrice, Valentina Ammirato, Massimo Apa, Emily e Debora LoGiacco, Barbara Costa, Pasquale Fragomeni, Roberta Rupo, Veronica De Biase, Valentina Geracitano, Francesco Cunsolo, Francesco Parasporo, Antonella Romeo, Eleonora Femia, Rosana e Regina Garofalo, Debora Sainato, Ugo Lully Tommaselli, Pino Trecozzi, Luigi Grandinetti, Eddy ed Ottavia Lombardo, Antony Greco, Sandro Pascuzzo, Giuseppe Evalto, Stefania Morabito. |

## Studio 54 LiveTour
Nascido em 2000, é um show de música, jogos, lazer, presentes e surpresas, dentro de uma discoteca, transmitido ao vivo no rádio, com convidados, gadgets e surpresas por toda a platéia.

## Studio 54 Angels

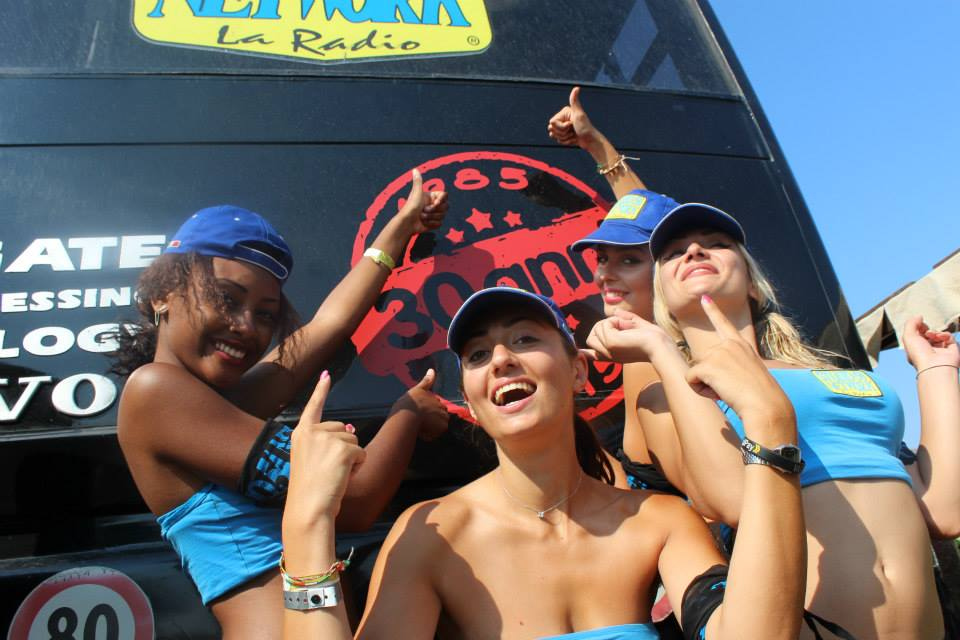
As Studio 54 Angels

Os Studio 54 Angels são meninas, quase como as chacretes, e a partir de 2010, foram transformadas num equipe para a animação de qualquer evento, mesmo que não seja produzido por Studio 54 Network em tal como acontece com unidades móveis, como jeepes ou carros conversíveis, graças à qual podem acontecer eventos.

## Studio 54 Stargate
O coração do show e da transmissão ao vivo é hospedado dentro do Studio 54 Network móvel da firma que, mesmo que apenas em um estúdio de rádio, telemóvel e televisão está equipado como um clássico. É feito por três unidades, uma console criativo, áudio e vídeo, com duas unidades separadas para a produção, pós-produção, e streaming de áudio e vídeo..